# 多宝讲寺
多宝讲寺（Duobao Lecture Monastery）位于中国浙江省三门县高枧乡，现任主持格鲁派智敏上师。

## 历史
多宝讲寺始建于东晋，名曰龙翔院，南宋乾道八年（1172年）郑湜在浙江三门高枧乡龙头山重新修建了寺院，改名为多宝讲寺。经历百余年，寺院遭受了承重的打击，多处建筑遭到破坏。
1985年，成都昭觉寺方丈清定上师出资修复残存的多宝讲寺。1992年智敏上师来到多宝讲寺，担任主持一职。在1994年9月20日清定上师与智敏上师主持寺院大雄宝殿奠基仪式上，中国佛教协会会长赵朴初题字“多宝讲寺”。